# Тераформування Марса (настільна гра)

Тераформування Марса (англ. Terraforming Mars) — стратегічна настільна гра для 1-5 гравців, розроблена Якобом Фрікселіусом і випущена компанією FryxGames у 2016 році. У грі Тераформування Марса гравці виконують ролі корпорацій, які працюють разом, щоб тераформувати планету Марс, підвищуючи температуру, додаючи кисень в атмосферу, покриваючи поверхню планети водою і створюючи рослинне та тваринне життя. Гра поєднує в собі елементи управління ресурсами, побудови ігрових механізмів і стратегічного планування. Гравці змагаються за отримання найбільшої кількості переможних очок, які нараховуються за їхній внесок у тераформування та розвиток людської інфраструктури. Для цього гравці збирають дохід і ресурси, що дозволяють їм розігрувати різні проєкти, представлені картками, які підвищують дохід або ресурси, будують інфраструктуру чи безпосередньо сприяють тераформуванню планети. Гра отримала схвальні відгуки і здобула численні нагороди. В Україні гра локалізована видавництвом Kilogames.

## Ігровий процес
Гравці представляють корпорації, що конкурують, кожна з яких має свій інтерес у тераформуванні Марса. Ігрове поле відображає поверхню планети, представлену масивом із 61 суміжного гекса. Кожен гекс представляє близько 1 % поверхні Марса. На ці гекси гравці можуть розміщувати океани, зелені насадження, міста та інші спеціальні плитки. Метою гри є виконання трьох умов тераформування: підвищення рівня кисню в атмосфері до 14 %, підняття температури з −30 до +8 градусів Цельсія і покриття 9 % поверхні Марса океанами (в ігровому полі це відображено як розміщення 9 плиток океанів).
Гравці досягають цих цілей шляхом розіграшу карт, що представляють різні технології або будівлі для тераформування Марса. Гра триває кілька поколінь, кожне з яких представляє один раунд. Покоління починається з добору карт, потім гравці по черзі виконують дії (це можуть бути розіграш карт, використання здатностей карт, які вже в грі, або оплата за дії на ігровому полі). Після виконання дій усіма гравцями вони збирають дохід і ресурси відповідно до своєї продукції, і починається наступне покоління.
Одна з унікальних механік гри — система «Рейтинг тераформування» (TR). Кожен раз, коли гравець виконує дію, що просуває одну з умов тераформування, його TR збільшується. TR не тільки відображає переможні очки, отримані під час гри, але також додається до доходу гравця при зборі доходу наприкінці кожного покоління.
Гра закінчується наприкінці будь-якого покоління, коли виконані всі три умови тераформування. Після цього гравці підраховують свої очки, які складаються з TR на кінець гри, міст і зелених насаджень, розміщених на Марсі, досягнень, отриманих під час гри, та розіграних карт. Гравець з найбільшою кількістю очок стає переможцем.

## Розширення
Випущено п'ять розширень:
- Hellas and Elysium (2017), що додає нове двостороннє поле з двома новими регіонами Марса, кожен з яких має свій власний ландшафт, досягнення та цілі на кінець гри
- Venus Next (2017), що додає нове поле Венери як нову можливість для тераформування та нові картки, пов'язані з Венерою
- Prelude (2018), що додає картки Прелюдії, які гравці беруть під час підготовки до гри для прискорення старту
- Colonies (2018), що додає можливість колонізації різних областей Сонячної системи, що надає альтернативні способи отримання ресурсів без необхідності розіграшу карт
- Turmoil (2019), що додає уряд Марса з кількома політичними фракціями, кожна з яких має свою програму, яку гравці можуть впливати для отримання бонусів

- Prelude 2 (2024), яке додає 5 нових карт корпорацій, 25 карт прелюдій і 24 проєктні картки
- Milestones and Awards (2024), що дозволяє рандомізувати 35 досягнень і нагород
- Automa Solo Expansion (2024), що додає новий режим для одного гравця
- Arabia Terra, Amazonis Planitia, Terra Cimmeria, Vastitas Borealis (2024 року), що додає чотири нові поля, що представляють нові зони для розширення Марса, кожне з яких має свій власний ландшафт, досягнення та цілі на кінець гри

### Промо-картки
Було випущено кілька сезонних промо-карт, які включають нові корпорації, прелюдії та проєктні картки.

### Адаптації карткових ігор
Terraforming Mars: Ares Expedition, спрощена карткова версія оригіналу, вийшла у 2021 році. Також планується випуск версії у форматі legacy-гри і варіанта гри з кубиками.

### Відеоадаптація
Адаптація Тераформування Марса у форматі відеогри, розроблена Asmodee Digital, була випущена в жовтні 2018 року. Метт Троуер із Strategy Gamer зазначив, що адаптація «має забагато недоліків, щоб рекомендувати». Проте пізніше на тому ж сайті він змінив свою думку, відзначивши позитивні оновлення.

### Онлайн-гра
Тераформування Марса також можна грати на Steam і Board Game Arena.

## Натхнення
У правилах базової гри зазначено, що Марсіанська трилогія Кіма Стенлі Робінсона була «великою інспірацією» для гри. У прикладах гравців у правилах використано імена Кім, Стенлі та Робінсон.

## Відгуки
Тераформування Марса отримала дуже схвальні відгуки після виходу. В огляді для Ars Technica Аарон Циммерман критикував «недоліки мистецтва та компонентів», але високо оцінив механіку побудови рушія, унікальні картки та різні стартові корпорації, підсумувавши, що це «складна, захоплююча гра з дивовижною темою». Гру також було включено в список 20 найкращих ігор 2016 року на Ars Technica. Метт Троуер із IGN також позитивно відгукнувся про реіграбельність гри. Редактори Polygon зазначили, що система карт «захоплює», а арка гри «задовольняє»; Тераформування Марса також було обрано фіналістом у номінаціях «Найкраща гра 2016 року» та «Найкраща стратегічна гра 2016 року». Також Popular Mechanics назвав Тераформування Марса однією з 50 найкращих нових ігор 2016 року. Vulture назвав її «найкращою високостратегічною грою 2016 року». У статті для The Guardian Ден Джолін зазначив, що проєкти «синергізуються багатьма різними і корисними способами», і заявив, що це «не лише чудова наукова гра, а чудова гра в цілому».
Гру було номіновано на премію Kennerspiel des Jahres 2017 року як Найкращу стратегічну гру року. Вона також здобула нагороду Deutscher Spiele Preis як Найкраща сімейна/доросла гра 2017 року та As d'Or Grand Prix 2018 року. З 2019 по 2020 рік Тераформування Марса досягло третього місця в рейтингу настільних ігор на BoardGameGeek.
Розширення до гри також отримали позитивні відгуки. Hellas and Elysium та Venus Next стали фіналістами премії Golden Geek за найкраще розширення до гри у 2017 році. Prelude було високо оцінено критиками за те, що воно прискорює початкову фазу, надаючи кожному гравцю додаткові можливості на старті гри. Terraforming Mars: Ares Expedition також було рецензовано Чарлі Голлом із Polygon, який зазначив, що кілька етапів гри є цікавими, але критикував «залишкові елементи» від оригіналу, що містять «надлишкові іконки та концепти». Голл також розкритикував компоненти і правила. В огляді для Ars Technica Аарон Циммерман заявив, що гра є поєднанням Race for the Galaxy та оригіналу, і похвалив механіку взаємодії та побудови двигуна. Він також зазначив, що взаємодія між гравцями в Ares Expedition «можливо, навіть більше», ніж в оригіналі, і відзначив кращу якість компонентів.

## Книги за мотивами гри
У 2021 році було опубліковано роман за мотивами гри від авторки Джейн Кіллік під назвою In the Shadow of Deimos, виданий Aconyte Books. У 2022 році вийшов другий роман під назвою Edge of Catastrophe, написаний тією ж авторкою.